# بوهيمية

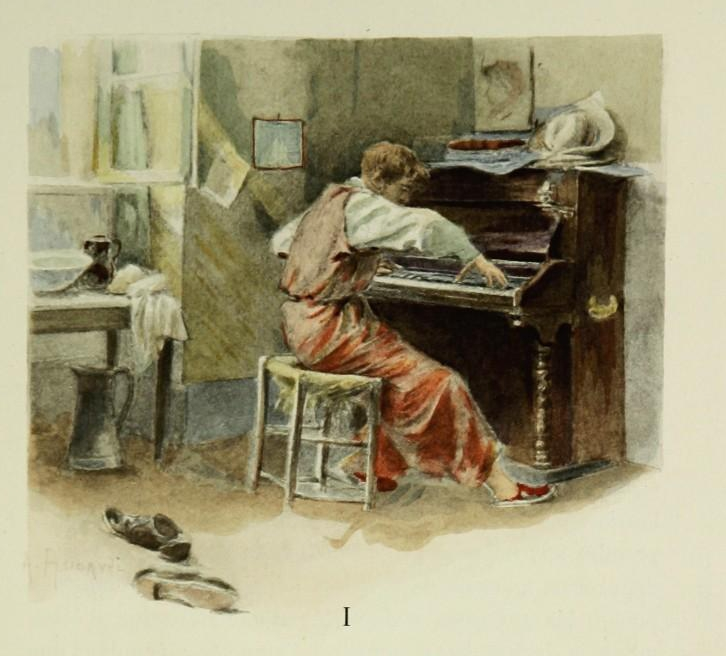

البوهيمي أساسًا هو أحد مواطني منطقة بوهيميا التشيكية لوصف أولئك المهاجرين الغجر الذين جاؤوا من رومانيا مارين بمنطقة بوهيميا، إلا أن المصطلح انتشر بمعنى آخر في فرنسا، أولًا في القرن التاسع عشر الميلادي، حيث أصبح يدل على أي كاتب أو فنان يميل إلى اتخاذ سلوك أو العيش بنمط حياتي غير مألوف، سواء كان هذا سلوكًا واعيًا أو غير واعٍ منه. ومن ثم فنمط الحياة الغجرية آنذاك كان بمثابة الشرارة الأولى لبداية ما يعرف بالبوهيمية في الأدب والفن في فرنسا وأوروبا.

## تاريخ المصطلح
بدأ مصطلح بوهيمي (بالفرنسية: la Boheme)‏ الظهور في فرنسا في منتصف القرن التاسع عشر، لوصف أولئك المهاجرين الغجر الذين جاؤوا من رومانيا مارين بمنطقة بوهيميا والتي تعرف الآن بجمهورية التشيك. وازدهر هذا المصطلح في عام 1845م بعد أن نشر الباريسي هنري مورجير مجموعته القصصية (مشاهدة من الحياة البوهيمية) ثم قام الموسيقي الإيطالي الشهير جاكومو بوتشيني عام 1896م باستخدام أفكار هذه المجموعة القصصية، وحولها إلى أوبرا موسيقية شهير تعرض الآن في دور الأوبرا تحت عنوان (البوهيمية) أو (المتشردة).

## استخدامه
يستخدم مصطلح البوهيميون اليوم لوصف فنانين يعيشون ويدعون إلى التفكير الحر المطلق غير المقيد، محاولة منهم لإضفاء أسلوب خاص في نتاجهم الأدبي أو الفني. لذلك فهم لا يمتثلون في سلوكهم وأعمالهم إلى أعراف المجتمع وتقاليده.
بالإضافة الي انه استخدم لوصف نوع من الديكور العشوائي غير مقيد بفكره محددة.

## وصف البوهيمي
وكما هو الحال عند الغجر، البوهيمي عادة هو ذلك الفقير البسيط والمنفرد بطبعه، فهو لا يهتم بمظهره لأنه مشغول بفنه وطقوسه الغريبة عن كسب المال. ورغم أن البعض من البوهيمين من أمثال هنري مورجير حاول أن يبعد نفسه عن الغجر، إلا أن الغجر والبوهيمين يشتركون في خصائص كثيرة بل إن الغجر هم الشرارة الأولى لبداية ما يعرف بالبوهيمية في الأدب والفن في فرنسا.

## في الأدب والفنون
انتشرت أفكار البوهيمية عند الشباب بسبب شهرة أعمال الأدباء الذين ارتبطوا في البوهيمية منذ نشأتها، من أمثال هنري مورجيه وفكتور هوغو في روايته الذائعة الصيت (البؤساء) والتي انبثق منها أكثر من عشرين إلى خمسين عملًا سينمائيًا والمسرحية حازت على جوائز عديدة.
رواية البؤساء والتي كتبها هوجو عام 1862م (1260 صفحة في طبعة المكتبة الحديثة عام 1992م)، تناولت كل ما يمكن أن يحتويه المجتمع الفرنسي في العشرينيات والثلاثينيات من القرن التاسع عشر، وخاصة حياة الشباب والتي تمثل أهم ظواهر حياة البوهيمية في باريس.
باريس، كانت الأرض الخصبة لولادة مثل هذا الاتجاه الحر في الأدب والفن، بل ان العديد من الكتاب البرجوازيين الذين أسسوا هذا الاتجاه من أمثال فيكتور هيجو وهنري مورجيه يربطون البوهيمية بباريس، أو تحديدًا بالحي اللاتيني بالضفة اليسرى لنهر السين، أي أنه لكي تكون بوهيميًا لابد أن تكون باريسيًا. لكن هذه الحركة اختفت في باريس بعد الحرب العالمية الأولى، وانتشرت في أنحاء كثيرة من العالم وبلغات أخرى غير الفرنسية، بل إن هناك مناطق في العالم ارتبطت البوهيمية كثيرًا بها من أمثال سوهو في لندن، وشوابينج في ميونيخ وقرية جرينتش في نيويورك، ونورث بيتش وهايت اشبوري في سان فرانسيسكو.

## في الديكور وتصميم المنازل
وقد نتج عن هذه الثقافة نمط خاص في الديكور في بداية الستينات اوالسبعينات في التصميم الداخلى للمنازل والذي يعرف بالستايل البوهيمى في الديكور وأكثر ما يميزه هو طابعه البسيط الذي يهتم بالطبيعة والذي يجعله أفضل خيار لعشاق السفر والقراءة والطبيعة والمغامرات
و يقوم على أستخدام مجموعة من الأسس والعناصر داخل المنزل لاضفاء هذا الطابع المميز عليها مثل:
1. إضافة بعض النباتات
2. إضافة المكرميات
3. أستخدام الألوان الجريئة والتى تتوافق مع ألوان الطبيعية مثل : الظلال البنية واللون الأخضر والرمادي كألوان أساسية، واللون الأزرق الأرجواني والبرتقالي لتزيين منزلك عن طريق إضافة تحف واكسسوارات مميزة.
4. أستخدام المفارش الملونة
5. الاغطية الملونة للكنب
6. وسائد وخداديات وسجاد بوهيمي
7. الإضاءات